# شركة أحادية القرن

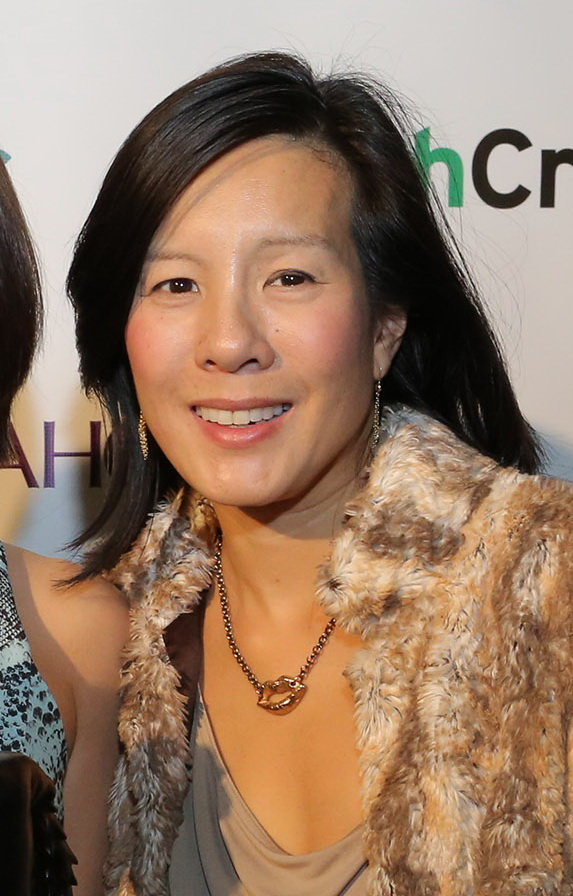

شركة أحادية القرن أو شركة يوني كورن مصطلح اقتصادي يطلق على الشركات الصاعدة التي يتخطى رأسمالها مليار دولار، اُستخدم هذا المصطلح لأول مرة عام 2013 من خلال الخبيرة المالية الأمريكية أيليين لي والتي وصفته في مقالة لها بـ«نادي أحادي القرن» (بالإنجليزية: Unicorn Club)‏ وذلك على شركات وادي السليكون التي قفزت قفزة هائلة وتخطت قيمة أسهمها حاجز المليار دولار، حيث يعتبر هذا الأمر إعجازي ونادر مثل حيوان أحادي القرن الخيالي.
هناك ايضاً مصطلح أطلقه الخبراء وهو «الشركة الديكاكورن» (بالإنجليزية: decacorn)‏ ويعني الحيوان ذو عشرة قرون وذلك على الشركات التي تتخطى حاجز الـ 10 مليارات دولار، وأيضاً هيكتاكورن (بالإنجليزية: hectocorn)‏ وهو للشركات التي تتتخطى قيمتها 100 مليار دولار، وفي المقابل، وصف الخبير المالي بيل جورلي الشركات التي تصعد بشدة بهذا الشكل تشكل مخاطرة أشبه بـ فقاعة اقتصادية ولذلك وصفها بـ«شركات أحادية القرن ميتة» أو «فقاعات اليونيكورن».
وفقاً لمجلة تك كرانش أنه في مارس 2017 هناك 223 شركة يونيكورن في أنحاء العالم، ومن أبرز الشركات التي تم اعتبارها «شركات أحادية القرن» حديثاً شركة أوبر وإير بي إن بي وشاومي ودروب بوكس وبينترست وسناب شات.

## تاريخها
في عام 2013، قامت الخبيرة أيلين لي بطرح مصطلح «يونيكورن» ولم يكن هناك وقتها سوى تسع وثلاثين شركة تعتبر أحادي القرن، في دراسة أخرى أجرتها مجلة هارفارد بزنس ريفيو والتي تم تحديد أن الشركات الناشئة التي تأسست بين عامي 2012 و 2015 كانت تنمو في التقييم مرتين أسرع من الشركات الناشئة من تأسيسها بين عامي 2000 و 2013.
وكانت ابرز الخصائص التي تجمع هذه الشركات هي:
- النمو السريع: والتي يطلق عليها الخبراء الاقتصاديين إستراتيجية Get Big Fast واختصارها (GBF) وذلك على الشركات التي تحقق نمو هائل خلال وقت قصير.
- الصيد الثمين: تعتبر هذه الشركات بمثابة كنز وصيد ثمين تسعى الشركات الكبرى للأستحواذ عليها، والتي تكون ملفته لانتباه الكيانات الكبرى التي تفضل شرائها والاستفادة منها خلال أعمالها بدلاً من قيامها بإنشاء مشروعات جديدة.
- بقاءها كشركات فردية: تتميز شركات اليونيكورن بأنها تظل ذات ملكية عامة ولا يتم يتحويلها إلى شركات مساهمة، حيث تشترط القوانين الأمريكية أن تكون الشركة مملوكة لأكثر من 4 أشخاص قبل طرح اسمها في البورصة، الكثير من الشركات الصاعدة لا ترغب في الطرح العام الأولي IPO ولا تعتقد أن هذا قد يساهم في رفع رأسمال الشركة، وذلك لتفادي المخاوف من قيام المستثمرين بتقييم الشركة بأقل من قيمتها الحالية كما حدث مع شركتي: سكوير وتريفاجو.[12]
- اعتمادها على التقنيات: تتميز أغلب شركات اليونيكورن الحديثة بأنها تعتعد على الابتكارات التقنية الجديدة.

## احصائيات
تاريخ التحديث 16 مارس 2017:
- عدد شركات اليونيكورن: 223 شركة.
- إجمالي التقييم المشترك: 773.6 مليار دولار.
- مجموعة رأي المال المكتتب: 135 مليار دولار.
- عدد شركات اليونيكورن التقنية الجديدة خلال عام 2016: 25 شركة (أقل 68% عن العام الماضي).
- إجمالي عدد شركات اليونيكورن خلال عام 2016: 51 شركة.

## أبرز الأمثلة
ابرز الشركات الحديثة هي: شركة أوبر وإير بي إن بي وشاومي ودروب بوكس وبينترست وسناب شات، ومن الشركات العربية شركة فوري وسوق.كوم وكريم.

## طالع ايضاً
- مقياس القيمة